# Philornis masoni
Philornis masoni är en tvåvingeart som beskrevs av Márcia Souto Couri 1986. Philornis masoni ingår i släktet Philornis och familjen husflugor.
Artens utbredningsområde är Uruguay. Inga underarter finns listade i Catalogue of Life.